# Alfred N'Diaye
Alfred John Momar N'Diaye (Parijs, 6 maart 1990) is een Frans voetballer van Senegalese afkomst die doorgaans als middenvelder speelt. Hij tekende in juli 2016 een contract tot medio 2021 bij Villarreal, dat hem overnam van Real Betis. N'Diaye debuteerde in 2013 in het Senegalees voetbalelftal.

## Clubcarrière
N'Diaye begon op tienjarige leeftijd met voetballen bij US Vandœuvre uit Vandœuvre-lès-Nancy en werd in 2004 opgenomen in de jeugd van AS Nancy. Hiervoor maakte hij in het seizoen 2007/08 zijn profdebuut, in een wedstrijd in het toernooi om de Coupe de la Ligue tegen RC Lens. Zijn debuut in de competitie volgde in het seizoen 2008/09, tegen Lille OSC.

## Interlandcarrière
N'Diaye vertegenwoordigde Senegal bij het wereldkampioenschap 2018 in Rusland, waar de Afrikanen waren ingedeeld in groep H, samen met Polen, Colombia en Japan. Na een 2–1 zege op Polen, dankzij de winnende treffer van M'Baye Niang, speelde de West-Afrikaanse ploeg met 2–2 gelijk tegen Japan, waarna in de slotwedstrijd op 28 juni met 1–0 verloren werd van groepswinnaar Colombia. De selectie van bondscoach Aliou Cissé eindigde in punten en doelpunten exact gelijk met nummer twee Japan, maar moest desondanks naar huis: Senegal werd het eerste land dat op basis van de Fair Play-regels werd uitgeschakeld, omdat de ploeg iets meer gele kaarten kreeg dan Japan. Mede daardoor beleefde het Afrikaanse continent de slechtste WK sinds 1982. N'Diaye speelde mee in twee van de drie WK-duels.